# Lepidocephalichthys jonklaasi
Lepidocephalichthys jonklaasi es una especie de peces Cypriniformes de la familia Cobitidae.

## Morfología
Los machos pueden llegar alcanzar los 6 cm de longitud total.

## Hábitat
Vive en zonas de clima tropical.

## Distribución geográfica
Se encuentra en Sri Lanka. 